# Vattenkälla

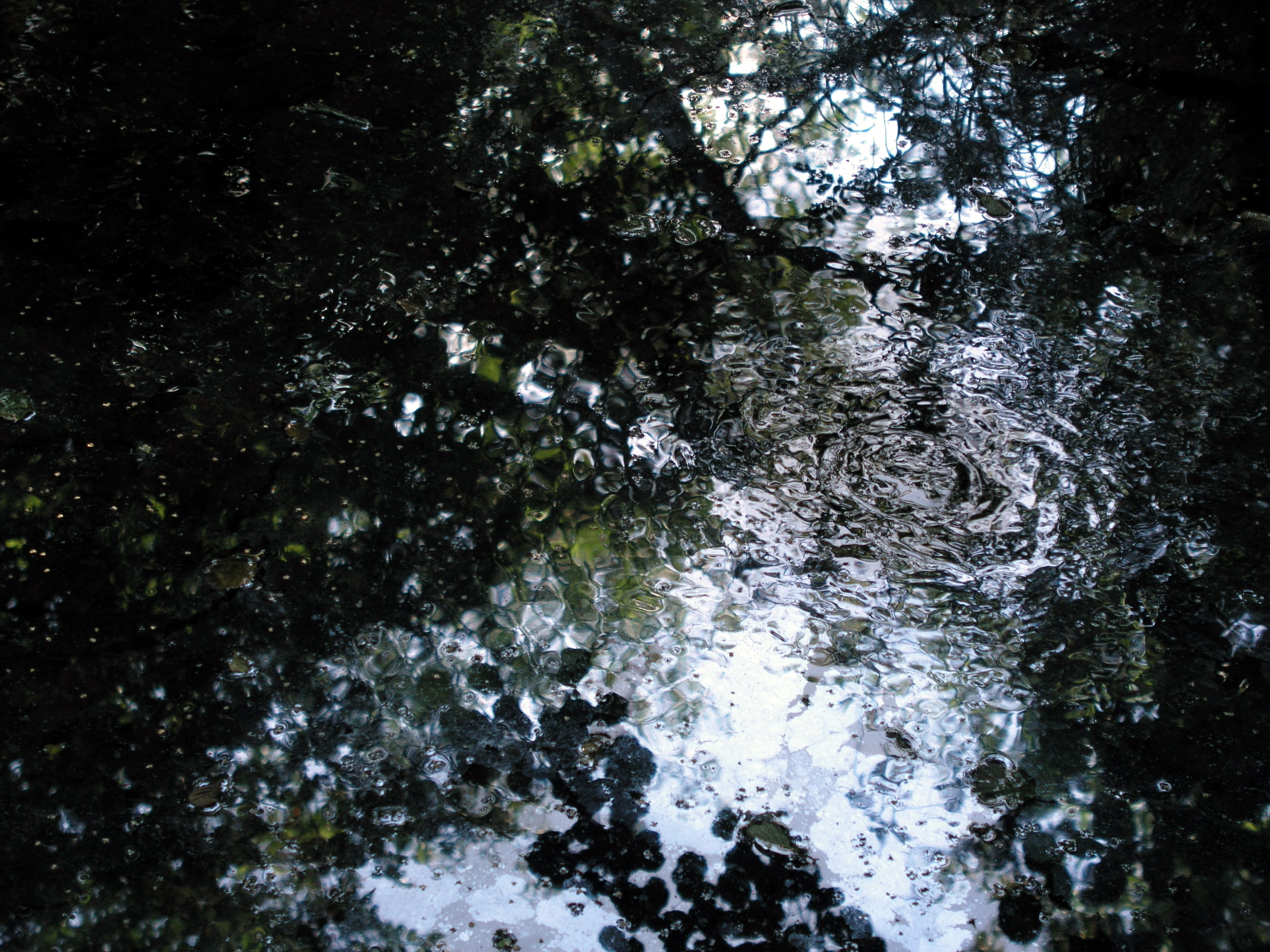
Sankt Botvids källa, Salems kommun

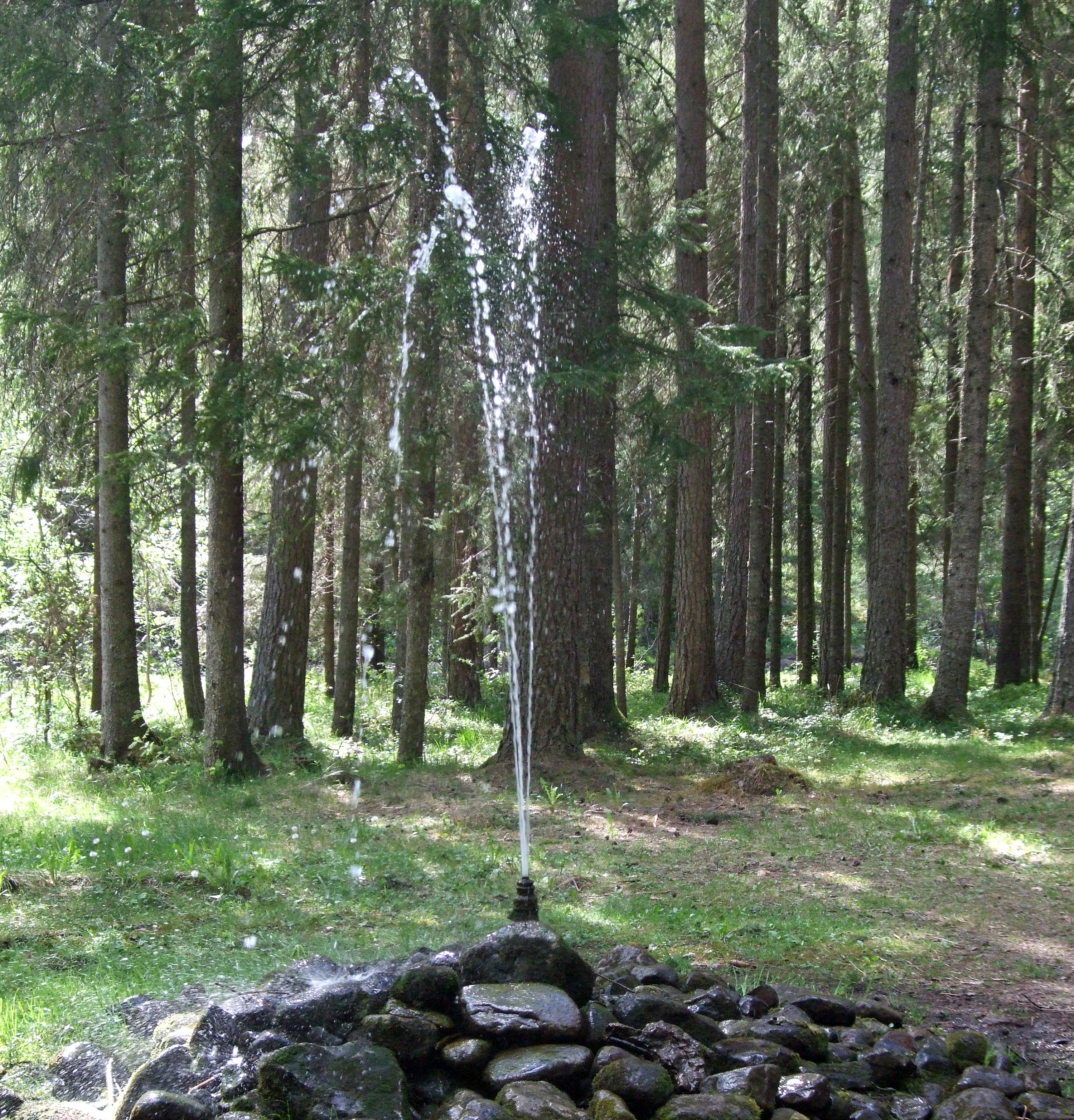
Springkällan, Rättviks kommun

Källa är ett geologiskt begrepp för en ur marken framrinnande vattensamling, som till följd av ständigt tillopp och utlopp inte är stillastående, oavsett om vattenflödet skapats genom grävning eller borrning eller genom naturen själv.

## Kallkällor i Sverige

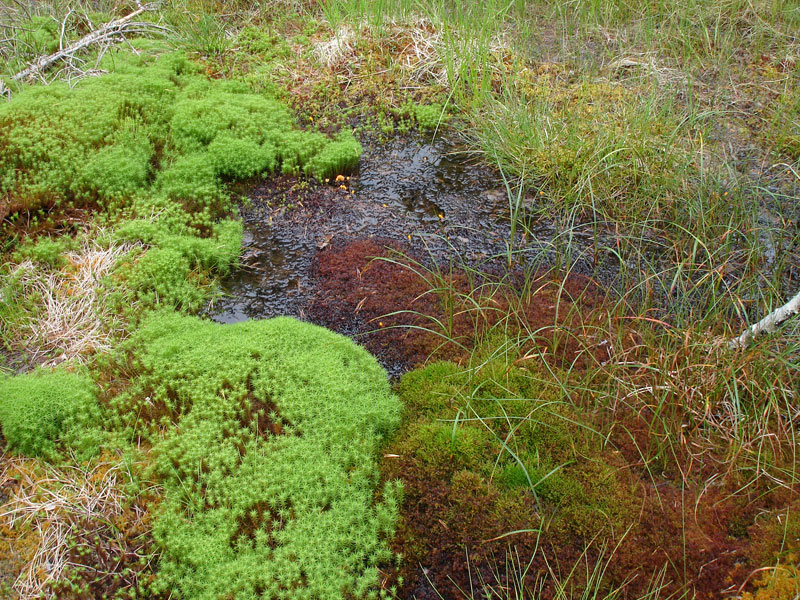
Källa i myrmark. Omkring finns en särpräglad mossvegetation.

## Sötvattenskällor i havet

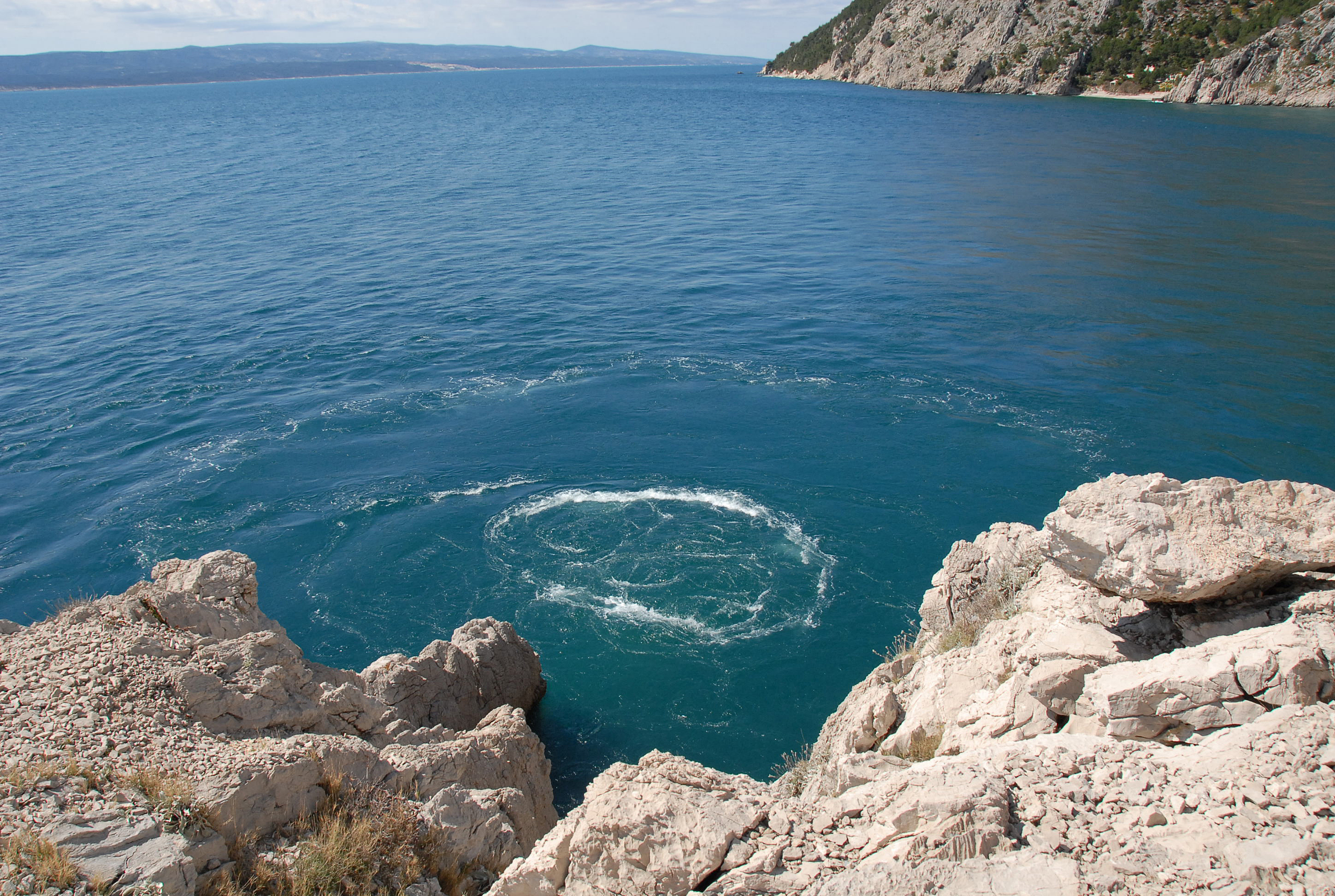
Submarin källa vid en karstområde i Kroatiens kust. Liknande källor finns i Stoupa i Grekland.